# Нижнє Селище
Ни́жнє Се́лище — село в Хустській міській громаді у Закарпатській області в Україні. Населення — 3 044 особи.

## Географія
Нижнє Селище знаходиться в передгір'ї Карпат на берегах р. Хустець на відстані 15 км від районного центру м. Хуст.

## Історія
Про його назву існують різні легенди і оповіді, які передаються з покоління в покоління та збереглися у свідомості людей і до нашого часу.
Одна з них говорить, що на тому місці, де тепер Селище, першими поселилися вівчарі. Одним молоком і сиром не могли жити — мусили купувати хліб у Хусті. Серед них був один старий чоловік, який змолоду опришкував, але інші за це не знали. Одного разу той старий вівчар-опришок пішов у Хуст по хліб і його впізнав один корчмар. Старого впіймали і почали мучити, щоб сказав звідки він і чи багато в нього цімборів, бо боялися, що нападуть на Хустський замок. Він каже: Нас більше, як людей у замку. Нас ціле селище.
Опришок хотів сказати, що їх село дуже велике — селище. Але пани уже чули про те велике село і записали його у свої книги під назвою Селище. То коли почули від опришка такі слова, зібрали військо і пішли палити Селище. А його взяли з собою, аби в селі повісити. Прийшли вояки у селище, підпалили його з усіх боків. Вівчарі хапають, хто що може — бочки, гуні, трембіти. А опришок уже з-під шибениці вигукує:
- Вважайте на нижнє село!
Люди не розуміли, що він каже. Та потім, коли повернулися на згарище, старі почали казати:
- Неспроста дідо гойкав у передсмертний час, аби вважали на нижнє село. Хотів щось нам добре порадити, та не смів при вояках.
Дорадилися спершу покопатися на його згарищах. І відкопали пивницю. А у тій пивниці, що була під хижою старого опришка, знайшли бочку золота. За ті гроші найняли майстрів і збудували нове село. А тому, що воно збудовано на гроші «нижнього селища», його так і назвали — Нижнє Селище.
Є й інші оповіді про назву села. Найбільш вірогідною може бути та, що розповідає про вівчаря, який вирушив у мандри з Верхнього Селища, яке уже існувало у верхів'ї річки Іза у самому кінці Мараморощини (тепер Румунія). Опинившись на незайманих луках поблизу м. Хуст, він побудував колибу, а згодом і хату, і назвав цю місцевість Нижнім Селищем.
Перша письмова згадка про село належить до 1455 р. під назвою Selisthe.

Село було власністю родини Rosályi Kún. У 1542-Nagyvati János, 1550-Kun László, 1600-Kun László, Soklyói Szabó Balázs та Tarnóczi Simon.
Для села характерним був розвиток борошномельних промислів. Зокрема, у селі будувалися водяні млини на річках. Сільські майстри виробляли обручі, колеса, бочки, дерев'яні відра тощо. Працювало декілька млинів. Так, у Нижньому Селищі до 50-х років XX століття працював водяний млин. Дерев'яні вироби мешканці села везли продавати до Хуста і далі аж до Берегова. Свої вироби вони вимінювали на зерно кукурудзи, жита, пшениці, і це привозили додому на конях, бо возових доріг тоді ще не було.
Розвиток села, за словами старожилів, гальмували напади ворогів. За таких умов люди ховалися в лісах. Є навіть легенда про те, що, ховаючись від ворогів, мешканці села Нижнє Селище закопали свої дорогоцінності в одній печері, але де вона розташована, у легенді не повідомлялося.
З 1788 року громада Нижнього Селища користувалась власною печаткою з самобутнім гербом: зображенням селянина з сокирою в руці, що стоїть перед верстаком, на якому закріплене колесо (натяк на промисел місцевих майстрів-колесарів). Довкола герба напис латинською мовою: SIGILLUM POSS[ESS]IONIS SZELISTSE 1788.

## Релігія
Храм Покрови пр. богородиці. 1922.
Муровану церкву в Нижньому Селищі почали будувати як греко-католицьку за активної участі священика о. Дем'яновича в 1913 р., коли завершили фундамент, але закінчити всю споруду не вдалося через війну.
Після війни більшість селян перейшло у православ'я, споруду добудували як православну, і в 1922 р. її освятив сербський єпископ Досифей. Однак у травні 1929 p. окружний начальник відібрав церкву у православних і повернув її греко-католикам. Тоді православні побудували біля дороги просту дерев'яну церкву, де молилися впродовж 16 років. Після Другої світової війни мурована церква перейшла до православних. Як згадує Юрій Іванович Подолей (1921 р. н.), каміння на спорудження церкви возили з Копашнева, цеглу випікали в селі, а дерево сплавляли по Тисі до Буштина, а далі возами возили в село.
Ділянку для церкви виділив із своєї землі Іван Русанюк, а вів будівництво майстер з Хуста. Спочатку виготовили маленький іконостас з трьома іконами, а великий чотирирядний іконостас виготовили І. Павлишинець та В. Лендєл у 1950-х роках, ікони намалював монах Варнава — настоятель Драгівського монастиря. Близько 1970 р. Іван Андрішко з Приборжавського розмалював стіни і стелю церкви. Всі написи в церкві зробив Іван Юрійович Подолей, а іконостас оздоблював Михайло Юрійович Подолей.  Біля церкви стоять два майстерно різьблені хрести.
Першим священиком у новій церкві був архімандрит Матвій Вакаров з Ізи. Запам'яталися також архімандрити Пахолій, що проводив уроки релігії, та Єфрем, причетний до багатьох ремонтів храму.
Церква Покрови пр. богородиці. 1929.
Храм Покрови пр. богородиці. 1929.
Дерев'яна православна церква служила селянам від 1929 до 1945 р. Споруду зняли з реєстрації діючих церков 1 березня 1962 р.
Церква св. матері Параскеви. 1613. (Чехословацька гуситська церква)

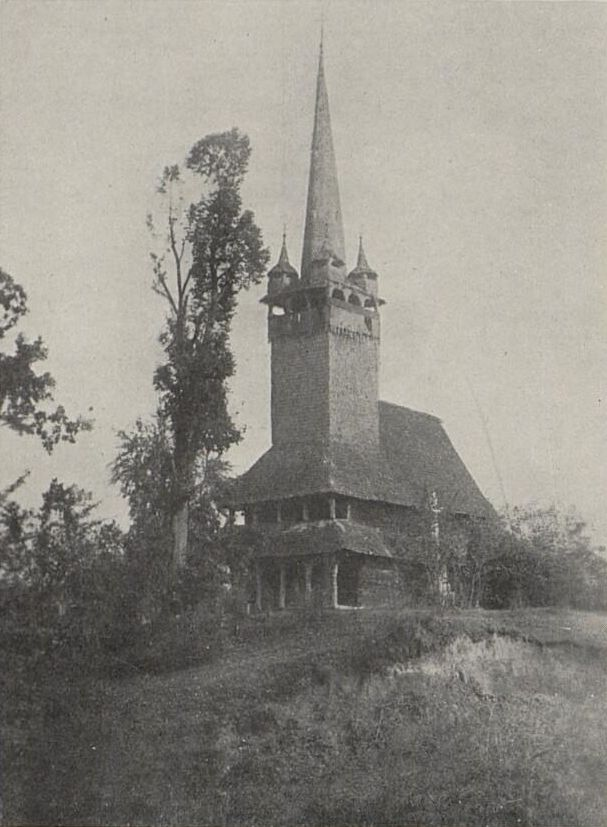
Церква св. матері Параскеви

Першу дерев'яну церкву збудували в середині XIII ст. на вишньому кінці Фарських нив.
Друга церква, що була збудована на Горбі, збереглася і є чудовою пам'яткою готики Потисся та однією з найдавніших церков Хустщини. Існують відомості про те, що план церкви привезли з Сербії, а будівництво розпочалося в кінці XVI ст. (можливо, в 1596 р.), але населення вимерло від холери і церкву завершили через 40 років, у 1636 р. (разом з тим, інші джерела впевнено називають іншу дату спорудження церкви — 1613 р., а в шкільній хроніці села початком будівництва вказують 1608 р., а роком завершення — 1645. Нарешті, шематизм Мукачівської єпархії 1883 р. роком спорудження церкви називає 1541 p.). Близько 1935 р. на південному зрубі церкви було написано, що церква вже 325 років, як побудована, і вже 15 років православна.
У 1751 р. церква описана як «деревяна, шинґлями крита з вежою, із старости розпадается, не знати от кого благословенна… Свічники два… Книги церковні всі… Звони 2, не знати ци благословенні і от кого. Посвященна св. Параскевії», а в 1801 р. в селі церква дерев'яна «із дубових бревен, добра і сильна, отповідна і заосмотрена». Церкву всередині розмалювали по дереву і в 1929 р. розписи охарактеризовано як добре збережену. Церква служила громаді до 1918 року.
У 1927 р. церкву відремонтовано, а в 1928 р. споруда мала експонуватися на виставці культури у Брно, але цього не сталося. 25 січня 1936 р. на засіданні консисторії єпархії розглянули питання про перенесення церкви до Ужгорода і встановлення її в замковому парку. Інженер Емиліян Еґреші, священик Уриїл Сільвай та др. Юлій Марина мали виїхати в село для обстеження пам'ятки. З невідомих причин цей проект не було реалізовано, і тоді споруду запропонували Чехословацькій гуситській церкві. Рада старійшин моравського містечка Бланско на чолі з Т. Новотним вирішила купити церкву. Розібрану церкву перевезли на 13 залізничних вагонах у вересні 1936 р. і впродовж: неповних 6 місяців її було встановлено майстрами зі Східної Словаччини і відкрито у травні 1937 р. Вівтарний зруб не перевезли (очевидно, його зруйнували), і на новому місці прибудували новий. Також подовжили і підняли на 1 м наву. Вартість цих робіт становила 87 тисяч корон.
У 1946 р. усунули пошкодження, спричинені бомбардуванням Бланска. Інтер'єр було обшито модриною.
У 1971 р. проведено заміну шинґлового покриття, що коштувало більш ніж 100 тисяч корон. Пам'ятка чудово збережена і ніхто не поспішає перекривати її бляхою чи переробляти. Люди цінують красу і стародавність дерев'яної святині. У наві зберігаються три ряди старого іконостаса. Після перевезення не вдалося відновити височенний готичний шпиль, і тепер він трохи нижчий.
У 1944 р. вежу церкви було пошкоджено, і її перебудував мукачівський майстер Микола Форкош. Вежа несе 5 дзвонів, найбільший з яких було куплено в 1925 р. при православному священикові Матвії Вакарові.

Присілки
Ліщана
Ліщана - колишнє село в Україні, в Закарпатській області.
Обєднане з селом Нижнє Селище рішенням облвиконкому Закарпатської області №155 від 15.04.1967
Перша згадка у ХІХ столітті
З  села походить пісня Ліщанова - старовинна нижньоселищенська мелодія. Народилася вона у присілку Ліщани. Нигішньому поколінню цю мелодію передала жителька присілку Ліщани - Ілянка

## Демографія
У 1910 р. в селі проживало 1754 осіб, з них 1516 русинів, 205 німців, 23 угорці.

### Мова
Розподіл населення за рідною мовою за даними перепису 2001 року:
| Мова       | Кількість | Відсоток |
| ---------- | --------- | -------- |
| українська | 3030      | 99.54%   |
| російська  | 11        | 0.35%    |
| німецька   | 2         | 0.07%    |
| угорська   | 1         | 0.03%    |
| Усього     | 3044      | 100%     |

## Економіка

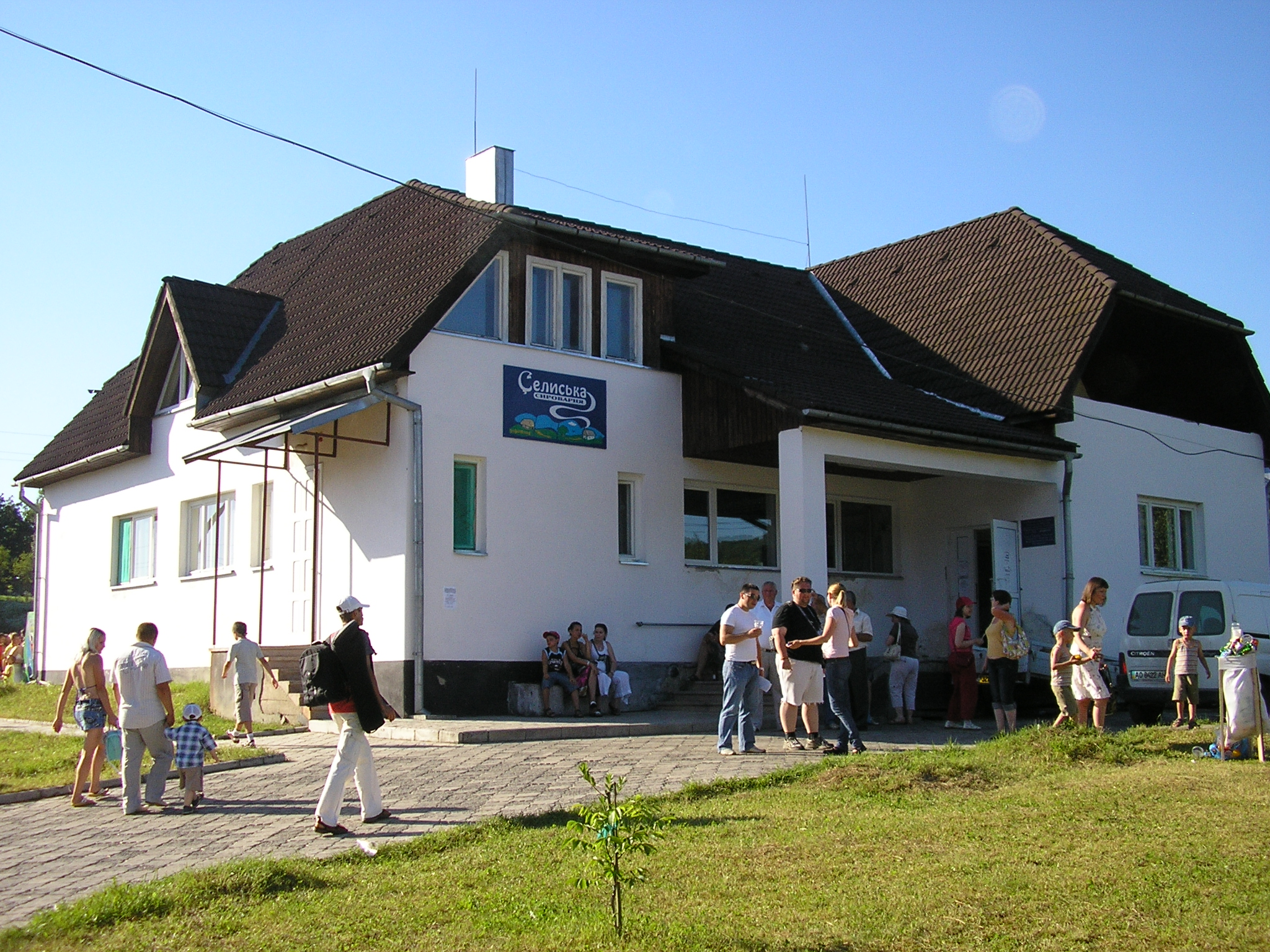
Селиська сироварня

- Селиська сироварня. Соціальний проект, який започаткували жителі Нижнього Селища та Європейський кооператив Лонго Май. Молочарня переробляє молоко, яке постачає сільське населення, що проживає неподалік відомої «Долини нарцисів» у Карпатах. Корів годують лише́ природними кормами. З метою виготовлення якісного сиру його кількість обмежена. Молоко кожного постачальника щодня контролюють. Селиський сир — екологічно чистий продукт.
- Еко-ферма «Зелений гай» не схожа на інші закарпатські ферми. Тут специфіка догляду за худобою полягає в тому, що тварини мають вільний доступ до відкритого простору в усі пори року. Раціон худоби ретельно підібраний і складається з чистих та природних кормів, свиней підгодовують молоком. Ферма виготовляє сир з козячого молока, ковбаси (салямі), бекон та інші продукти з свинини для власного споживання та на замовлення друзів, приятелів та тих, хто, скуштувавши один раз, стає постійним замовником.
- саме в с. Нижнє Селище, було відкрито першу в Закарпатті ферму з вирощування равликів. За словами пана Михайла, власника ферми, за рік підприємство здатне вирощувати до десяти тон слимаків. Зараз на ферму навідуються туристи з усієї України, де їм показують повний цикл виготовлення делікатесу: від вирощування молюсків до дегустації готової страви.

## Культура
Гурт "Hudaki Village Band" з Нижнього Селища відомий традиційними, колоритними аранжуваннями народних пісень. У 2010 році був визнаний найкращим фолк-гуртом Європи на найбільшому фолк-фестивалі Plauener Folkherbst.
У 1995 році село відзначило 540 — річчя з дня першої згадки про його заснування і саме цій даті було організовано краєзнавчий музей «Перлини рідного села»

## Туристичні місця
- Неподалік села знаходиться унікальна та єдина в Європі природна територія нарцису вузьколистого або т. зв. "Долина нарцисів".
- Дерев'яний храм Св. Матері Параскеви 17 ст. Цей зразок марамороської готики був справжньою окрасою села, але в 1936 р. церкву було перевезено до чеського міста Бланско, де вона знаходиться в ідеальному стані й понині.
- Джерело № 2 (Нижнє Селище).

## Відомі люди
- Довганич Омелян Дмитрович (1930—2009) — український історик, краєзнавець, журналіст, видавець, педагог вищої школи, літературознавець, громадський діяч.
- Пригара Петро Йосипович (1966) — активний громадський діяч, директор єдиної в Україні сироварні, що працює за швейцарською технологією («Селиська сироварня»).
- Юришинець Іван Петрович (1935—2011) — педагог вищої школи, український філософ — дослідник французького екзистенціалізму, художник-аматор. https://controld1.wixsite.com/yury-lifeline